# Функтор Hom
В теорії категорій множини Hom (тобто множини морфізмів між двома об'єктами локально малої категорії) дозволяють визначити важливі функтори в категорію множин. Ці функтори називаються функторами Hom і мають численні застосування в теорії категорій та інших галузях математики.

## Означення
Нехай C — локально мала категорія. Тоді для будь-яких її об'єктів A, B визначено такі два функтора:
| Hom(A,–) : C → Set | Hom(–,B) : C → Set |
| --- | --- |
| Коваріантний функтор, що задається як: - Hom(A,-) відображає кожен об'єкт X категорії C у множину морфізмів Hom(A,X) - Hom(A,-) відображає кожен морфізм f: X → Y у функцію Hom(A, f): Hom(A, X) → Hom(A,Y), що задається як {\displaystyle g\mapsto f\circ g} для кожного g в Hom(A, X). | Контраваріантний функтор, що задається як: - Hom(-,B) відображає кожен об'єкт X категорії C у множину морфізмів Hom(X, B) - Hom(-,B) відображає кожен морфізм h: X→Y у функцію Hom(h, B): Hom(Y,B) → Hom(X,B), що задається як {\displaystyle g\mapsto g\circ h} для кожного g в Hom(Y,B). |

Функтор Hom(-,B) також називають функтором точок об'єкта B.
Функтори Hom(A,–) і Hom(–,B) пов'язані між собою у натуральний спосіб. Для будь-якої пари морфізмів f : B → B′ і h : A′ → A діаграма нижче комутує:
В обох випадках g : A → B переводиться у f ∘ g ∘ h.
Також можна визначити біфунктор Hom(-, -) з C×C в Set, контраваріантний по першому аргументу і коваріантний по другому або, еквівалентно, функтор
Hom (-, -): Cop × C → Set
де Cop — двоїста категорія до C.

## Внутрішній функтор Hom
У деяких категоріях можна ввести функтор, який схожий з функтором Hom, але значення якого лежать в самій категорії. Такий функтор називають внутрішнім функтором Hom і позначають
{\displaystyle {\text{hom}}(-,-):C^{op}\times C\to C}
Категорії, що допускають внутрішній Hom-функтор, називаються замкнутими категоріями. Функтор {\displaystyle U:C\to {\textbf {Set}}} в таких категоріях переводить внутрішній функтор Hom у зовнішній. Точніше,
{\displaystyle U\circ {\text{hom}}(-,-)\simeq {\text{Hom}}(-,-)}
де {\displaystyle \simeq } позначає натуральний ізоморфізм, натуральний за обома «аргументами». Оскільки в замкнутій категорії {\displaystyle A\cong {\text{hom}}(I,A)} (тут I — одиниця замкнутої категорії), це можна переписати як
{\displaystyle {\text{Hom}}(I,{\text{hom}}(-,-))\simeq {\text{Hom}}(-,-)}
У випадку замкнутої моноїдальної категорії це означення можна розширити до так званого каррінгу, тобто ізоморфізму
{\displaystyle {\text{Hom}}(X,Y\Rightarrow Z)\simeq {\text{Hom}}(X\otimes Y,Z)}
де {\displaystyle Y\Rightarrow Z} це {\displaystyle {\text{hom}}(Y,Z)}.

## Пов'язані означення
- Функтор виду Hom (-, C): Cop → Set є передпучком; відповідно, Hom(C, -) можна називати копередпучком.
- Функтор F: C → Set, який є натурально ізоморфним Hom (X, -) для деякого об'єкта C називається зображуваним функтором.
- Hom (-, -): Cop×C → Set є профунктором, а саме тотожним профунктором {\displaystyle {\text{id}}_{C}\colon C\nrightarrow C}.
- Внутрішній функтор hom зберігає границі; а саме, {\displaystyle {\text{hom}}(X,-):C\to C} переводить границі в границі, а {\displaystyle {\text{hom}}(-,X):C^{\text{ op}}\to C} — границі в кограниці. У певному сенсі, це можна вважати визначенням границі або кограниці.
- Функтор Hom — приклад точного зліва функтора.